# Галльська мова
Галльська мова (іноді також гальська мова) — мертва континентальна кельтська мова, поширена в Галлії до VI століття по Р.Х., коли зазнала значного занепаду, та на її території була поширена народна латина.
Галльська є P-кельтською мовою, хоча деякі написи (наприклад, календар з Колін'ї) має Q-кельтські характеристики (втім, це питання дискусій серед кельтологів). Галльська має дуже тісний зв'язок з острівними кельтськими (гойдельськими і бритськими). Письмові пам'ятки були виявлені на всьому терені колишньої Римської Галлії, яка охоплює сучасну Францію, а також як частини Швейцарії, Італії, Німеччини та Бельгії.

## Історія розвитку
Носії мови, кельтські племена, незадовго до нашої ери населяли територію від Піренейського півострова до Малої Азії. Галльська мова була комплексом різних, але досить близьких племінних діалектів. Вона виділяється в особливу гілку кельтських мов. До нас дійшли епіграфічні пам'ятки галльською мовою. Більшість коротких написів містять лише присвятні формули. Важлива пам'ятка — календар на бронзовій дошці з Коліньї. Багато галльських слів та власних імен збереглося в латинських написах і в творах античних авторів. Галльська мова дуже архаїчна. Фонетична подоба слів не зазнала значних змін. Переходи приголосних, мабуть, не відбулися. У більшості областей свого поширення галльська мова була витіснена латиною до 5—6 ст. н. е. Безліч галльських слів збереглося в сучасній французькій мові і північноіталійських діалектах.

## Цікаві факти
- Штучна реконструйована галльська мова використовується в більшості пісень швейцарської групи Eluveitie, яка грає фолк-метал.